# Cella elettrochimica

Cella elettrolitica

Una cella elettrochimica è un dispositivo in grado di convertire energia elettrica in energia chimica o energia chimica in energia elettrica. È composta da due semielementi, chiamati anche semicelle.

## Descrizione generale
Questi semielementi sono tenuti separati da una membrana semipermeabile oppure sono contenuti in contenitori separati collegati da un ponte salino. Quando vengono opportunamente collegati per mezzo di un circuito elettrico esterno, gli elettroni prodotti dalla reazione di ossidazione che si svolge in un semielemento vengono trasferiti all'altro per dare luogo alla reazione di riduzione.
Un semielemento è generalmente composto da un elettrodo metallico immerso in una soluzione elettrolitica, costituita alcune volte dagli ioni dello stesso metallo e altre volte dagli ioni di un altro metallo; si hanno anche semielementi in cui la soluzione contiene forme ossidate e ridotte di ioni diversi dal materiale che costituisce l'elettrodo (che può essere di grafite o di platino).
L'elettrodo dove ha luogo la semireazione di ossidazione si chiama "anodo", quello dove avviene la riduzione "catodo". Dal punto di vista circuitale, una cella elettrochimica può essere assimilata ad un bipolo.

## Classificazione

Cella galvanica senza il flusso dei cationi

Le celle elettrochimiche vengono classificate in:
- celle galvaniche (o celle voltaiche): trasformano l'energia chimica in energia elettrica; dal punto di vista circuitale sono assimilabili a generatori elettrici e vengono a loro volta classificate in:
  - celle galvaniche primarie: in cui viene generata corrente elettrica tramite una reazione chimica irreversibile, per cui sono del tipo usa e getta e non possono essere ricaricate; a questa categoria appartengono le pile zinco-carbone e le batterie alcaline;
  - celle galvaniche secondarie: in cui le reazioni chimiche sono reversibili, per cui una volta che l'energia chimica si è trasformata in energia elettrica (cioè "la pila si è scaricata") è possibile invertire il processo fornendo energia elettrica, grazie alla quale si sviluppa la reazione chimica inversa, che "accumula" l'energia elettrica sotto forma di energia chimica; si parla quindi in questo caso di batteria ricaricabile o accumulatore.
- celle elettrolitiche (o elettrolizzatori o reattori elettrochimici[2]): viene fornita energia elettrica allo scopo di sviluppare una reazione chimica (tale processo è chiamato elettrolisi).